# Bimota SB3
La Bimota SB3 è una motocicletta stradale sportiva realizzata dalla casa motociclistica Italiana Bimota dal 1980 al 1983, come terzo modello con motorizzazione Suzuki. 

## Descrizione

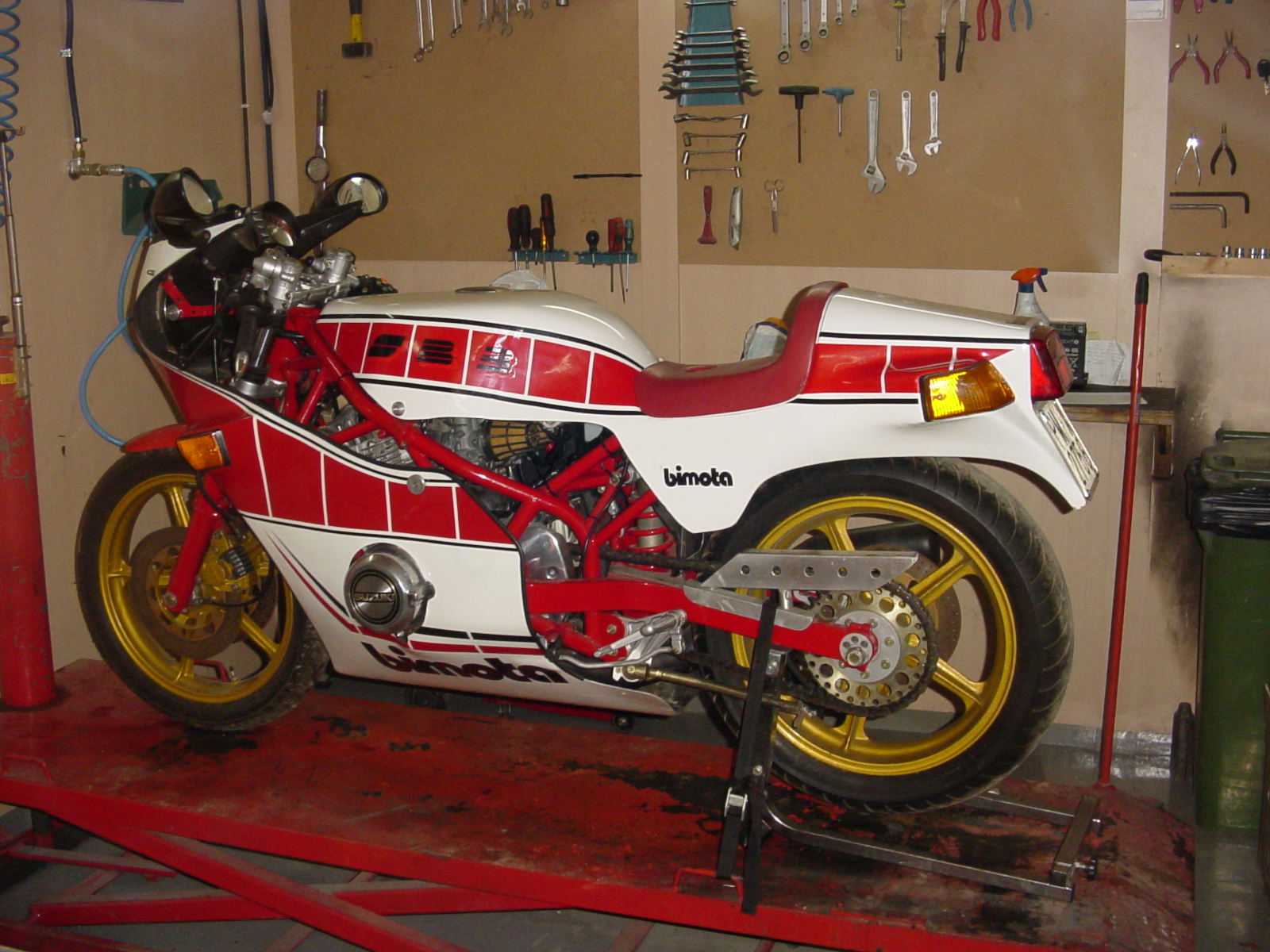
SB3

Presentata al Salone di Milano 1979, a spingere la moto c'è un motore a quattro cilindri in linea DOHC a 8 valvole raffreddato ad aria ripreso dalla Suzuki GS1000 da 987 cm³, che sviluppa 87 cavalli a 8250 giri/min e 8,6 kg⋅m a 7250 giri/min. 
Il telaio è traliccio tubolare in lega di acciaio al cromo-molibdeno.
La frenata è assicurata da pinze Brembo Gold Series a due pistoncini con due dischi flottanti da 280 mm di diametro all'avantreno e un disco singolo da 260 mm al retrotreno.